# США на зимних Олимпийских играх 1992
США принимали участие в зимних Олимпийских играх 1992 года и завоевали пять золотых, четыре серебряных и две бронзовых медали.

## Медалисты
| Медаль  | Спортсмен                                                | Вид спорта         | Дисциплина                 |
| ------- | -------------------------------------------------------- | ------------------ | -------------------------- |
| Золото  | Кристи Ямагучи                                           | Фигурное катание   | Женщины                    |
| Золото  | Донна Вейнбрехт                                          | Фристайл           | Женщины, могул             |
| Золото  | Кэти Тёрнер                                              | Шорт-трек          | Женщины, 500 м             |
| Золото  | Бонни Блэр                                               | Конькобежный спорт | Женщины, 500 м             |
| Золото  | Бонни Блэр                                               | Конькобежный спорт | Женщины, 1000 м            |
| Серебро | Хилари Линд                                              | Горнолыжный спорт  | Женщины, скоростной спуск  |
| Серебро | Дайанн Рофф                                              | Горнолыжный спорт  | Женщины, гигантский слалом |
| Серебро | Пол Уайли                                                | Фигурное катание   | Мужчины                    |
| Серебро | Эми Петерсон Кэти Тёрнер Дарси Дональ Николь Зигельмейер | Шорт-трек          | Женщины, эстафета 3000 м   |
| Бронза  | Нэнси Керриган                                           | Фигурное катание   | Женщины, одиночное катание |
| Бронза  | Нельсон Кармайкл                                         | Фристайл           | Мужчины, могул             |